# 세인트 클라우드 (영화)
《세인트 클라우드》(영어: Charlie St. Cloud)는 2010년 공개된 미국의 초자연 드라마 영화이다. 스토리는 찰리 세인트 클라우드의 선택에 관한 것이며, 그의 남동생에게 약속을 지키거나, 교통 사고로 죽은 사람 또는 그가 사랑하는 소녀를 따라가는 것 사이의 선택에 관한 것이다. 일부 시장에서 영화는 이 책의 전체 제목을 사용했다.

## 줄거리
찰리 세인트 클라우드는 어린 동생 샘과 함께 요트 경주에서 우승하며 스탠퍼드 대학 장학금을 받게 된다. 졸업 후 찰리는 스탠퍼드로 떠나기 전까지 매일 샘과 야구를 연습하기로 약속한다. 어느 날 밤, 졸업 파티에 가고 싶었던 찰리는 동생 샘을 돌봐야 하는 상황에 놓인다. 찰리는 몰래 파티에 나가려다 샘에게 들키고, 샘은 친구 집에 데려다 달라고 부탁한다. 운전 중 찰리는 아버지처럼 자신을 떠나지 않을 것이라고 샘을 안심시킨다.
하지만 갑작스러운 교통사고로 샘은 사망하고, 찰리는 죽음 직전 영혼 상태에서 샘과 재회하며 그를 떠나지 않겠다고 약속한다. 장례식에서 찰리는 샘의 야구 글러브를 무덤에 넣지 못하고 도망쳐 숲에서 샘의 영혼과 다시 만나게 된다. 찰리는 샘과의 약속을 지키기 위해 매일 저녁 해 질 녘에 그와 야구를 한다. 하지만 이 때문에 샘은 영혼의 세계로 떠나지 못하고 찰리 곁에 머무르게 된다.
5년 후, 찰리는 장학금을 포기하고 묘지 관리인으로 일하며 죽은 친구들의 영혼과 계속 소통한다. 그는 암으로 죽어가는 구급대원 플로리오를 만나 삶을 다시 생각해 보라는 조언을 듣는다. 그러던 중, 찰리는 세계 일주 항해를 계획 중인 옛 급우 테스 캐롤과 재회하고, 두 사람은 가까워진다. 하지만 찰리는 샘과의 약속 때문에 테스와의 관계를 포기하려 한다.
그러던 어느 날, 테스가 폭풍우 속에서 실종되었다는 소식을 듣게 되고, 찰리는 그동안 테스와 만났던 것이 테스의 영혼이었다고 믿게 된다. 하지만 플로리오의 아내는 플로리오가 죽기 전, 찰리에게 "불가능은 없다"라고 말했음을 알려준다. 찰리는 테스가 살아있음을 확신하고, 그녀를 구하기 위해 친구들과 함께 테스를 찾아 나선다. 해 질 녘, 찰리가 샘과의 약속을 어기자 샘은 영혼의 세계로 떠나게 되고, 동시에 유성으로 나타나 테스의 위치를 알려준다. 찰리는 테스를 발견하고 그녀를 살리기 위해 노력한다. 
결국 테스는 구조되고, 찰리는 과거의 약속을 정리하고 새롭게 시작하기로 결심한다. 그는 테스와 함께 요트를 타고 세계 일주를 떠난다.

## 출연
- 잭 에프론
- 찰리 테이핸
- 어맨다 크루
- 킴 베이싱어
- 레이 리오타
- 오거스터스 프루
- 도널 로그
- 티건 모스
- 데이브 프랭코

## 기타 제작진
- 배역: 하이키 브랜드스태터, 앨리슨 존스, 코린 메이어스
- 미술: 아이다 랜덤
- 의상: 데니즈 윈게이트